# دايفيد كونغ
دايفيد كونغ (بالإنجليزية: David Kwong)‏ هو ساحر استعراضي ومنتج أفلام أمريكي، ولد في 20 أغسطس 1980.